# M/T Korčula
M/T Korčula je trajekt za lokalne linije, u sastavu flote hrvatskog brodara Jadrolinije. Trenutno plovi na relaciji Split-Vela Luka-Uble.
Izgrađen je 2007., u grčkoj Perami, pod imenom Ariti, za potrebe grčkog naručitelja. Već godinu kasnije, kupuje ga Jadrolinija, te preimenuje u Korčula. Od tada, pa do danas, M/T Korčula Split povezuje s Velom Lukom i Ublima.

## Galerija
- Korčula u Splitu, 22. listopada, 2011.

## Vanjske poveznice
|  | Zajednički poslužitelj ima još gradiva o temi M/T Korčula |